# Oppmanna landsfiskalsdistrikt
Oppmanna landsfiskalsdistrikt var 1918-1941 ett landsfiskalsdistrikt i Kristianstads län, bildat när Sveriges indelning i landsfiskalsdistrikt trädde i kraft den 1 januari 1918, enligt beslut den 7 september 1917. Landsfiskalsdistriktet avskaffades den 1 oktober 1941 (genom kungörelsen 28 juni 1941) när Sverige fick en ny indelning av landsfiskalsdistrikt. Av dess ingående områden överfördes kommunerna Fjälkestad och Österslöv till Fjälkinge landsfiskalsdistrikt och kommunerna Oppmanna och Vånga till Näsums landsfiskalsdistrikt.
Landsfiskalsdistriktet låg under länsstyrelsen i Kristianstads län.

## Ingående områden

### Från 1918
Villands härad:
- Fjälkestads landskommun
- Oppmanna landskommun
- Vånga landskommun
- Österslövs landskommun